# ワーキングメモリ
ワーキングメモリ（Working Memory）とは認知心理学において、情報を一時的に保ちながら操作するための構造や過程を指す構成概念である。作業記憶、作動記憶とも呼ばれる。ワーキングメモリの構造や脳の関連部位を調べる研究が多数行われている。一般には、前頭皮質、頭頂皮質、前帯状皮質、および大脳基底核の一部がワーキングメモリに関与すると考えられている。
ワーキングメモリの研究は、人間の行動実験や脳損傷事例、イメージング研究、サルによる行動実験やマウスを使った脳部位の切除実験など、幅広い分野の研究成果に基づいている。ただし、これらの研究の間でワーキングメモリという語の用法は必ずしも一貫しておらず、情報の操作を伴わず単に一時的に保持しているという短期記憶の意味で用いられていることも少なくない。ワーキングメモリの研究は世界中で盛んに行われている。ワーキングメモリに関する研究成果は、自閉症や注意欠陥多動障害(ADHD)への理解を深め、指導方法を改善に導くのに有用であるとされている。また、人工知能研究にも応用されている。

## 歴史
この用語を初期に用いたのは、心をコンピュータにたとえた1960年代の理論においてであった。ただし、はじめてこの語を用いた文献は明確に特定されていない。この用語以前には、ワーキングメモリに相当する概念は短期記憶、operant memory、provisional memory などと呼ばれていた。今日、研究者のほとんどはワーキングメモリの概念をそれらの代替とするか、短期記憶の概念がワーキングメモリに包含されると考えている。ワーキングメモリという用語を短期記憶という用語と特に区別して使うことには、受動的な記憶保持よりも能動的な情報操作の側面を強調する意図があると思われる。

## ワーキングメモリの容量
ワーキングメモリは、一般に容量に限界があると考えられている。短期記憶に関する容量限界という考えを具体化したものとしては、Miller （1956）による「マジカルナンバー7±2」がある。この論文によれば、数字や単語を記憶する場合、人が記憶できる量は「チャンク」と呼ばれる塊りで表すと7±2個の範囲に収まるとされた。その後の研究で、容量はおぼえる素材の種類に依存し、数字なら約7個、文字なら約6個、単語なら約5個であることが分かってきた。長い単語よりも短い単語の方がたくさんおぼえられるという現象（語長効果）も、それぞれの単語を記憶するのに必要なワーキングメモリ容量の違いによって説明されることがある（この解釈には異論もある）。一般に言語的素材（数字、文字、単語）の記憶容量は、その人がその素材を声に出して読んだときにかかる時間と関係があると考えられ、素材についての知識状態（その単語を知っているか）にも依存する。他にも容量に影響する要因があり、人間のワーキングメモリや短期記憶のチャンク数を具体的に定量化することは難しい。Cowan （2001） によれば、厳密な条件の統制を行ったり適切な推定法を用いたりすることによって見かけ上の記憶成績を増やす要因をできる限り排除すると、若年成人の純粋な短期記憶容量は約4チャンクになる（子どもや高齢者ではこれよりも少ないとの報告もある）。

## 最近のワーキングメモリ研究
ワーキングメモリがどのように働くのかについては、解剖学的にも認知科学的にも様々なモデルが提案されてきた。そのうち、以下に挙げる3つのモデルは特に広く認知されている。

### Baddeley と Hitch のモデル

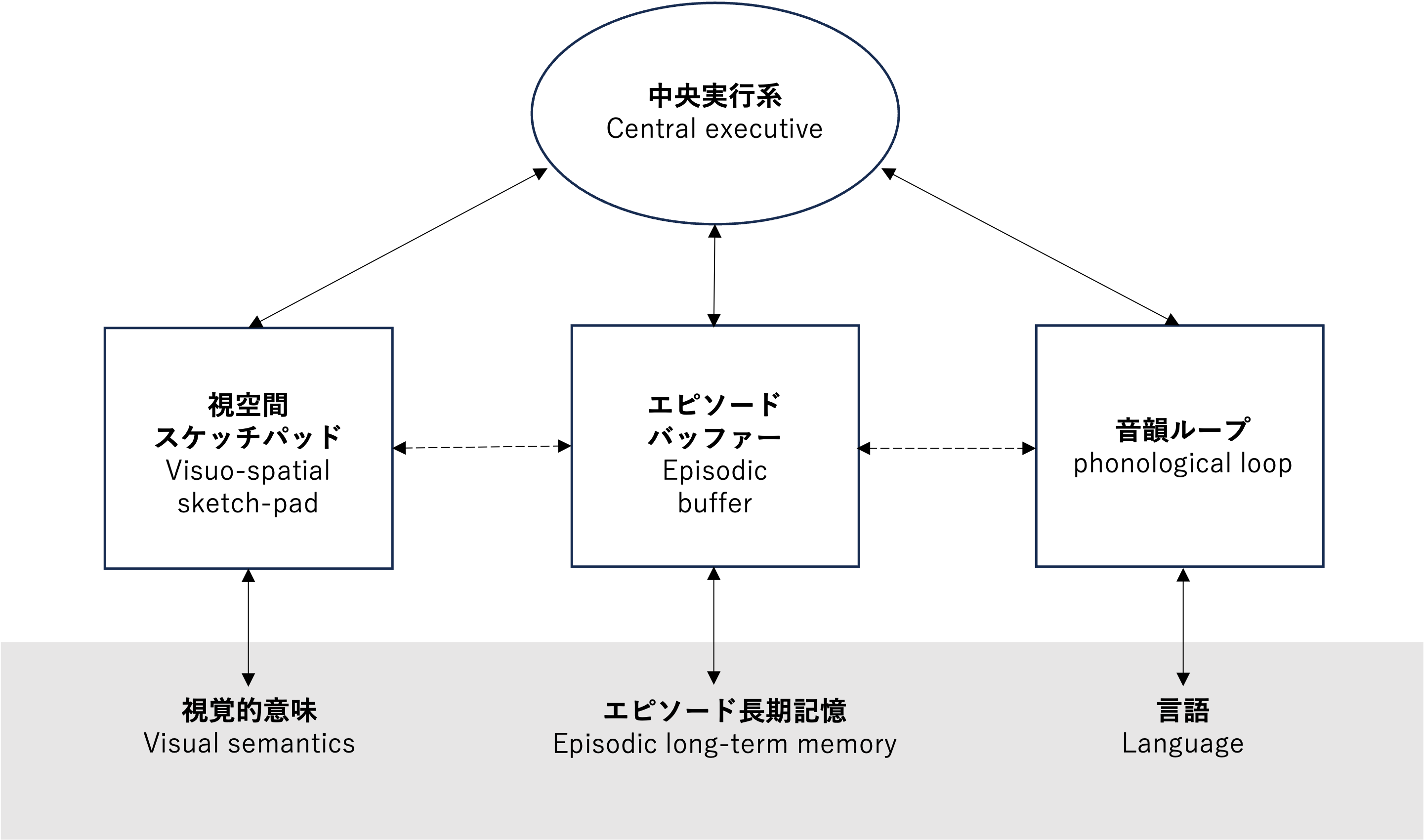
Baddeley A. Working memory. Curr Biol. 2010 Feb 23;20(4):R136-40.より改変。ワーキングメモリは視空間スケッチパッド、音韻ループ、エピソードバッファーの各コンポーネントによって構成され、これらを中央実行系が制御している。また図の下の灰色背景に示した要素は長期記憶システムに属しており、ワーキングメモリの各コンポーネントは長期記憶からも影響を受けながら機能することを示している。

Alan Baddeley と Graham Hitch は1974年にワーキングメモリのマルチコンポーネントモデルを提案した。この理論では2つのスレーブシステムが情報の一時的な保持と操作を行い、1つの中央実行系(central executive)が情報の統合とスレーブシステムの管理を行うとされている。スレーブシステムの1つは音韻ループ（phonological loop）と呼ばれ、音声情報を格納し、その内容を“心の中で声に出して繰り返す”ことで記憶痕跡をリフレッシュして破壊を防ぐ。例えば、7桁の電話番号を忘れる前にできる限り何度も繰り返すことで記憶痕跡を維持し続けるのである。もう1つのスレーブシステムは視空間スケッチパッド（visuo-spatial sketch pad）であり、視覚的および空間的情報を格納する。例えば、心の中でイメージを作り上げ操作したり、メンタルマップを表現したりする。スケッチパッドは視覚システム（形、色、質感などを扱う）と空間システム（位置を扱う）に分けられる。音韻的な干渉課題は音韻ループの機能を損なうがスケッチパッドには影響を及ぼさないこと、一方で視覚的な干渉課題による抑制の効果はスケッチパッドの機能にのみ顕著であることが研究によって示されている。これら2つのスレーブシステムは独立のものと考えられる。
中央実行系は、その時点での生体の目標にとって適切な情報に注意（attention）を向けさせ、瑣末な情報や不適切な行動を抑制し、同時に複数のことをしなければならない時の下位認知プロセス間の調整を行う。最近、Baddeley (2000) はこのモデルに第4のコンポーネントであるエピソード・バッファ（episodic buffer）を追加した。これは、音声/視覚/空間情報を統合した表現を保持し、さらに長期記憶情報（意味情報や音楽情報など）へのアクセスと統合も担当する。エピソードと呼ばれるのはエピソードとして関連する情報を統合すると見なされているためである。エピソード・バッファは長期記憶の一部であるエピソード記憶に似ているが、短期的な記憶であるという点で異なる。

### Cowan のモデル
Cowan (2005) では、ワーキングメモリを独立したシステムではなく、長期記憶の一部と見なしている。このモデルでは、ワーキングメモリの内容は長期記憶の内容の一部であるとする。長期記憶は3つの状態をとることができ，ワーキングメモリはそのうち2つの状態から構成される。ワーキングメモリに含まれないのは、長期記憶の活性化していない部分である（通常の意味での長期記憶に相当する）。ワーキングメモリに含まれる第1の状態は活性化した長期記憶の一部に対応する。長期記憶の活性化は量的には限界がなく、同時的に多数の情報が活性化することがある。ただし、情報の活性化には時間限界があり、リハーサルしない限りは時間とともに活性化の程度が低くなっていく。第2の状態は注意の焦点（focus of attention）と呼ばれる。注意の焦点の容量には限界があり、同時に注意を向けることができるのは、活性化した長期記憶の構成要素のうち最大で4つのチャンクである。Cowanのモデルでは、情報を注意の焦点に持ってくることがリハーサルに相当する。これらの状態は入れ子状になっており、長期記憶の活性化していない部分、長期記憶の活性化している部分、注意の焦点の順に階層が深くなっていく。そのため、ある情報を注意の焦点に持ってくるには、いったんその情報を活性化させねばならない。
Oberauer (2002) は、Cowan のモデルを拡張して、1つのチャンクにだけより大きな注意を向ける第3の状態を導入した。このモデルの利点は、以下のように説明できるだろう。例えば、Cowan のモデルによれば人間は同時に4つの数字に注意を向けることができる。しかし、それら4つの数字にそれぞれ同時に 2 を足すことはできないだろう。ほとんどの人間は数学的な処理を並行して行うことは出来ず、順番に1つずつ足し算するしかない。Oberauer のモデルでは、4つの数字から1つだけを高次レベルの焦点に選んで処理を行っていくとすることでこのことを説明する。

### Ericsson と Kintsch の理論
大人であれば、ほとんどの人が7桁の数字を正しい順番で繰り返すことができるが、一部には80桁もの数字を覚えられる人もいる。これは、数字の列をグループ化するなどの手法を訓練することで実現でき（数桁の数字を1つのチャンクで記憶する）、そのために数字を何かの文字列に置き換えてグループ化したりする。K. Anders Ericsson らが研究対象とした人はスポーツに関する記録を詳細に記憶していた。これは、いくつかのチャンクを上位のチャンクで結合し、チャンクの階層構造を構成していると考えられる。この場合、階層の上位の一部のチャンクだけをワーキングメモリに持ってくればよい。情報検索する際にはチャンクが伸張される。つまりワーキングメモリ内のチャンクは数字への検索手がかり（retrieval cue）の役割を果たしている。このような訓練は純粋な短期記憶の容量そのものを増やすわけではない点に注意が必要である。例えば、短時間で80桁の数字をおぼえられる記憶のエキスパートであっても、数字以外についての記憶成績では普通の人と変わらないといった例がある。訓練を受けた人は短期記憶の容量そのものが増えるのではなく、何らかの目的に特化した、専門化された記憶を開発するものと考えられる。Ericcson と Kintsch (1995) は人間は日常的な活動において自然と訓練された記憶を使っていると主張した。例えば何かを読むという作業では7個以上のチャンクが関与していると考えられる。そうでなければ小説や論文の文脈を理解できないだろう。この場合、読んだ内容のほとんどは長期記憶に保持され、それらを何らかの検索構造でリンクしている。ワーキングメモリには少しの概念しか保持できないが、それが検索手がかりとなって長期記憶を検索できるようになっている。Ericsson と Kintsch はこのようなプロセスを「長期ワーキングメモリ; long-term working memory」と呼んでいる。

## ワーキングメモリのトレーニング
最近の研究によると、ワーキングメモリをトレーニングによって改善できることが示唆されている（Klingberg et al., 2002）。
トレーニング後、ワーキングメモリに関連する脳の活動が前頭皮質などで増加していることが研究によって明らかとなった（前頭皮質は多くの研究者がワーキングメモリ機能と関係していると考えている部位である）(Olesen et al.,2004)。この論文は、脳の可塑的な変化を成人において初めて科学的事実として明らかにした論文として話題になった。論文の冒頭で“伝統的に一定値とされてきたワーキングメモリー容量が”と書き出している通り、多くの認知機能の重要な基盤とされるワーキングメモリが人為的なトレーニングで改善するという事実のインパクトは少なくない。
このグループは、ワーキングメモリのトレーニングによる改善と大脳皮質のドーパミンD1受容体の密度の変化を明らかにした(McNab et al, 2009)。伝達物質ドーパミンによる脳化学のレベルでワーキングメモリトレーニングによる脳の変化を明らかにし、基底核のD2受容体には変化がなく、皮質のD1受容体にだけトレーニングによる変化があること、90年代にゴールドマンラキーチや澤口がサルによる研究で明らかにしたドーパミン・受容体の密度とワーキングメモリ成績の関係と整合性ある結果をヒトにおいてもトレーニングによる改善と脳化学の変化の関係をマイクロPETにより確認した。
特に後の論文でさらに明らかにされた通り、25日間のワーキングメモリのトレーニングによってワーキングメモリが改善するとともに、流動性知性（問題解決、Raven のProgressive Matrix)の結果が8%改善されたという報告もしている（Klingberg et al., 2005）。これは、ワーキングメモリ機能が知能に影響しているとする以前の研究結果を裏付けるものである。
最近さらにJaeggiら(2008)が、流動性知性の改善効果とワーキングメモリートレーニングの日数、言語か視空間ワーキングメモリーのトレーニングかによる比較研究を報告している。
一方、臨床及び教育実践における応用としては、ワーキングメモリトレーニングは主にADD,ADHDを含む注意障害の改善に利用されている。
ノーザンブリア大学のホームズ, ヨーク大学のギャザコール(Gathercole)らは、カロリンスカ大学のグループと同じトレーニングソフトとトレーニングメソッドを用いながら、独立研究を進め、Developmental Scienceに論文発表した(Holmes et al., 2009)。学校において、345人の8-11歳の生徒のうちワーキングメモリ能力下位15%の42名について、難度適応型のプログラムと、そうでないプログラムを学校ごとに2種類があることを告げずに適用した。ワーキングメモリ（空間、言語）に有意で持続的（6ヵ月後）な増加を得、数学能力が6ヵ月後に有意に伸びたことを報告し、ワーキングメモリの共通的な障害と、関係した学習困難はこのトレーニングで克服できるかもしれないことを示している、としている。